# 奥利韦拉-迪法蒂马
奥利韦拉-迪法蒂马是巴西托坎廷斯州的一个市镇。总面积205.849平方公里，总人口1081人，人口密度5.3人/平方公里。